# قرش ليموني
القرش الليموني (الاسم العلمي: Negaprion brevirostris) وهو سمك قرش من اسرة Carcharhinidae . يمكن لهذه الأنواع أن تنمو إلى 10 قدما (3.0 متر) لفترة طويلة.